# Udo Pohl

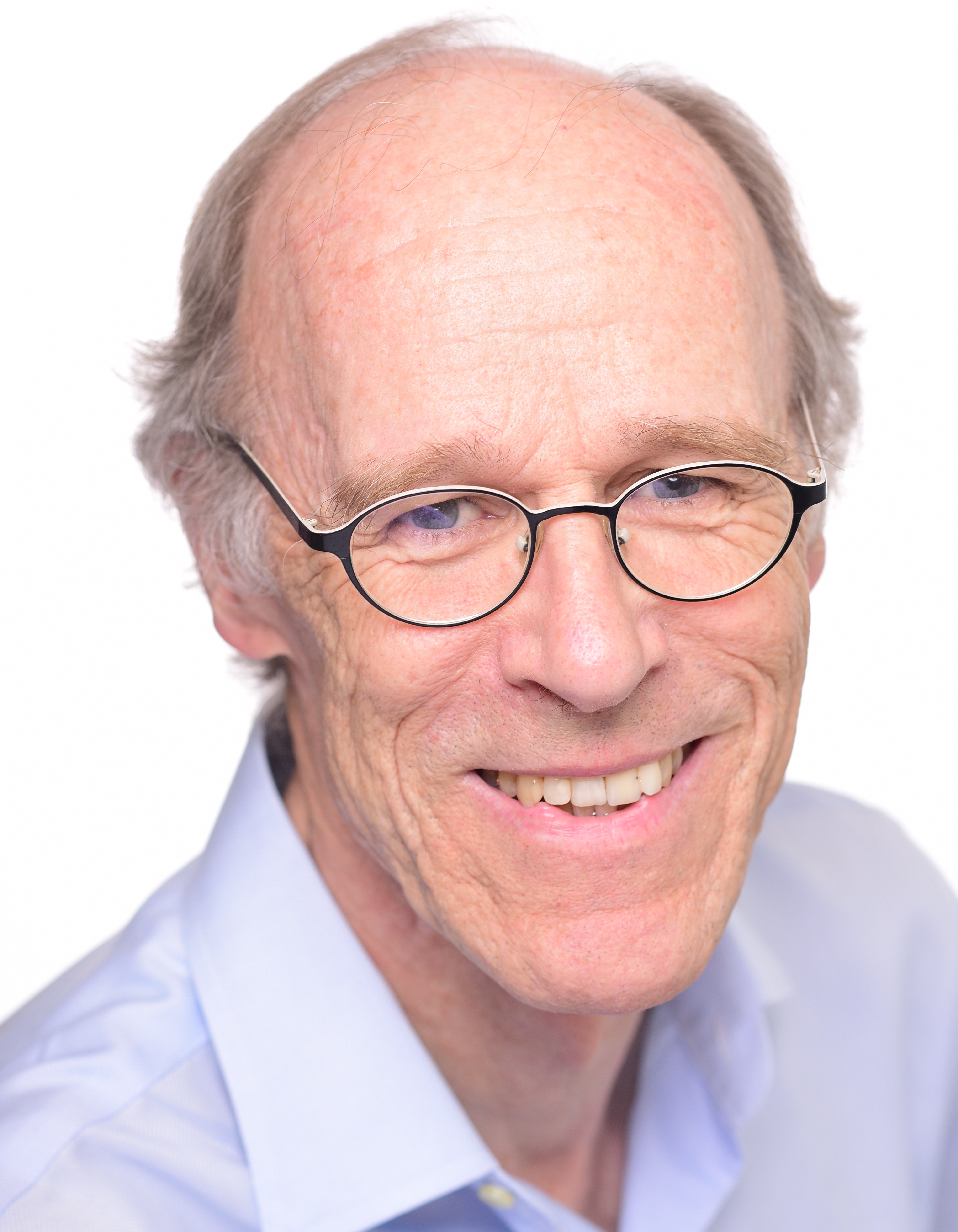
Udo W. Pohl (2018)

Udo W. Pohl (*  14. August 1955 in Düsseldorf) ist ein deutscher Physiker und war Hochschullehrer an der Technischen Universität in Berlin. Sein Fachgebiet ist die Halbleiterphysik mit einem Schwerpunkt auf Quantenpunkten.

## Leben und Wirken
Pohl studierte Physik an der RWTH in Aachen sowie an der Freien Universität und der Technischen Universität in Berlin. Dort promovierte er 1988 auf dem Gebiet der optischen Spektroskopie an Übergangsmetall-Störstellen in II-VI-Halbleitern, mit Hans-Eckhardt Gumlich und Daniel Curie als Prüfer.
Ab 1989 leitete Pohl das Materiallabor am Institut für Festkörperphysik der Technischen Universität Berlin (seit 2004 Zentrum für Nanophotonik, mit Dieter Bimberg als Geschäftsführenden Direktor). Pohl koordinierte den Aufbau einer modernen Halbleiter-Prozesstechnologie,  die Installation von Anlagen zur präzisen Herstellung kristalliner Halbleiterstrukturen und die Einrichtung einer leistungsfähigen Röntgendiffraktometrie. Neben Untersuchungen zum Wachstum von Halbleiterschichten fokussieren sich seine wissenschaftlichen Arbeiten insbesondere auf die strukturellen und optischen Eigenschaften von Quantenpunkten auf der Basis von II-VI und III-V Verbindungshalbleitern. Mit aktiven GaAs-basierten III-V-Quantenpunkten konnten unter seiner Mitwirkung am Institut für Festkörperphysik neuartige Bauelemente wie Laser und Einzelphotonenemitter realisiert werden.
1999 habilitierte sich Pohl mit Arbeiten über die Epitaxie (kristallines Schichtwachstum) von Halbleitern. 2009 wurde er zum Außerplanmäßigen Professor für Experimentalphysik an der Technischen Universität Berlin ernannt.
2013 publizierte Pohl die erste Auflage des Standardlehrbuchs Epitaxy of Semiconductors. Mit Karl W. Böer verfasste er das Handbuch zur Halbleiterphysik Semiconductor Physics. Zu seinen Publikationen zählen zudem 13 Buchbeiträge, über 200 Artikel über optische und strukturelle Eigenschaften von Halbleitern und 3 Patente. Pohl ist Mitherausgeber der Reihe Springer Series in Materials Science.
Pohl ist Mitglied der Deutschen Physikalischen Gesellschaft, hat eingeladene Vorträge bei internationalen Konferenzen gehalten und an ihren Programmkomitees teilgenommen. Neben seinen Tätigkeiten in der Physik hat Pohl ein Aufsichtsratmandat der Pumacy Technologies AG und ist Kurator der Intakt Umweltstiftung.

## Werke
- Epitaxy of Semiconductors.
1. Auflage: Introduction to Physical Principles, Springer, Heidelberg New York Dordrecht London, 2013. ISBN 978-3-642-32969-2. 
2. Auflage: Physics and Fabrication of Heterostructures, Springer Nature Switzerland AG, Cham, Switzerland, 2020. ISBN 978-3-030-43868-5.
- mit Karl W. Böer: Semiconductor Physics.
1. Auflage: Springer International Publishing AG, Cham, Switzerland, 2018. ISBN 978-3-319-69148-0.
2. Auflage: Springer Nature Switzerland AG, Cham, Switzerland, 2023. ISBN 978-3-031-18285-3.

## Buchbeiträge (Auswahl)
- mit A. Strittmatter, A. Schliwa, M. Lehmann, T. Niermann, T. Heindel, S. Reitzenstein, M. Kantner, U. Bandelow, T. Koprucki, H.-J. Wünsche, Stressor-Induced Site Control of Quantum Dots for Single-Photon Sources. In: M. Kneissl, A. Knorr, S. Reitzenstein, A. Hoffmann (Eds.), Semiconductor Nanophotonics, pp. 52–90, Springer Nature, Cham Switzerland 2020.
- Low-Dimensional Semiconductors. In: H. Warlimont, W. Martienssen (Eds.), Handbook of Materials Data, 2nd Edn., pp. 1077–1100, Springer Nature, Cham Switzerland 2018.
- Metalorganic vapor phase epitaxy of diluted nitrides and arsenide quantum dots. In: G. Dhanaraj, K. Byrappa, V. Prasad, M. Dudley (Eds.), Handbook of Crystal Growth, pp. 1133–1152, Springer, Berlin, Germany 2010.
- mit D. Bimberg, Semiconductor Disk Lasers based on Quantum Dots. In: O. G. Okhotnikov (Ed.), Semiconductor Disk Lasers, pp. 187–212, Wiley, Weinheim 2010.
- InAs/GaAs quantum qots with multimodal size distribution. In: Z. M. Wang (Ed.), Self-assembled quantum dots, pp. 43–66, Springer, New York, 2008.
- mit S. Rodt, A. Hoffmann, Optical properties of III-V quantum dots. In: D. Bimberg (Ed.), Semiconductor Nanostructures, pp. 269–299,  Springer, Berlin 2008.
- mit A. Strittmatter, Control of self-organized In(Ga)As/GaAs quantum dot growth. In: D. Bimberg (Ed.), Semiconductor Nanostructures, pp. 41–65, Springer, Berlin 2008.

## Veröffentlichungen in Zeitschriften (Auswahl)
1. ↑  U. W. Pohl, H.-E. Gumlich, Optical transitions of different Mn-ion pairs in ZnS, Physical Review B 40, 1194-1201 (1989).
2. ↑  U. W. Pohl, A. Ostermeier, W. Busse, H.-E. Gumlich, Influence of stacking faults in polymorphic ZnS on the d5 crystal field states of Mn2+, Physical Review B 42, 5751-5758 (1990).
3. ↑  G. Goetz, U. W. Pohl, H.-J. Schulz, Optical properties of vanadium ions in ZnSe, Journal of Physics: Condensed Matter 4, 8253-8266 (1992).
4. ↑  M. U. Lehr, B. Litzenburger, J. Kreissl, U. W. Pohl, H. Selber, H.-J. Schulz, A. Klimakow, L. Worschech, Identification of near-infrared Cr2+ luminescence in ZnSe, Journal of Physics: Condensed Matter 9, 753-763 (1997).
5. ↑  K. Bellmann, U. W. Pohl, C. Kuhn, T. Wernicke, M. Kneissl, Controlling the morphology transition between step-flow growth and step-bunching growth, J. Crystal Growth 478, 197 (2017).
6. ↑  U. W. Pohl, C. Möller, K. Knorr, W. Richter, J. Gottfriedsen, H. Schumann, A. Fielicke, K. Rademann, Tertiarybutylhydrazine: a new precursor for the MOVPE of III nitrides, Materials Science and Engineering B 59, 20-23 (1999).
7. ↑  L. Müller-Kirsch, R. Heitz, U. W. Pohl, D. Bimberg, I. Häusler, H. Kirmse, W. Neumann, Temporal evolution of GaSb/GaAs quantum dot formation, Applied Physics Letters 79, 1027-1029 (2001).
8. ↑  U. W. Pohl, K. Pötschke, I. Kaiander, J.-T. Zettler, D. Bimberg, Real-time control of quantum dot laser growth using reflectance anisotropy spectroscopy. J. Crystal Growth 272, 143-147 (2004).
9. ↑  U. W. Pohl, J. Gottfriedsen, H. Schumann, Nitrogen doping of MOVPE-grown ZnSe using hydrazine derivatives, J. Crystal Growth 209, 683-686 (2000).
10. ↑  A. G. Kontos, E. Anastassakis, N. Chrysanthakopoulos, M. Calamiotou, U. W. Pohl, Strain profiles in overcritical (001) ZnSe/GaAs heteroepitaxial layers, J. Applied Physics 86, 412-417 (1999).
11. ↑  V. Türck, S. Rodt, O. Stier, R. Heitz, R. Engelhardt, U. W. Pohl, D. Bimberg, R. Steingrüber, Effect of random field fluctuations on excitonic transitions of individual CdSe quantum dots, Physical Review B 61, 9944 (2000).
12. ↑  S. Rodt, V. Türck, R. Heitz, F. Guffarth, R. Engelhardt, U. W. Pohl, M. Straßburg, M. Dworzak, A. Hoffmann, D. Bimberg, Lateral carrier transfer in CdxZn1-xSe/ZnSySe1-y quantum dot layers, Physical Review B 67, 235327 (2003).
13. ↑  U. W. Pohl, R. Engelhardt, V. Türck, D. Bimberg, MOCVD of vertically stacked CdSe/ZnSSe quantum islands, J. Crystal Growth 195, 569-573 (1998).
14. ↑  U. W. Pohl, K. Pötschke, A. Schliwa, F. Guffarth, D. Bimberg, N. D. Zakharov, P. Werner, M. B. Lifshits, V. A. Shchukin, D. E. Jesson, Evolution of a multimodal distribution of self-organized InAs/GaAs quantum dots, Physical Review B 72, 245332 (2005).
15. ↑  R. Seguin, A. Schliwa, S. Rodt, K. Pötschke, U. W. Pohl, D. Bimberg, Size-dependent exciton fine-structure splitting in self-organized InAs/GaAs quantum dots, Physical Review Letters 95, 257402 (2005).
16. ↑  S. Harrison, M. P. Young, P. D. Hodgson, R. J. Young, M. Hayne, L. Danos, A. Schliwa, A. Strittmatter, A. Lenz, H. Eisele, U. W. Pohl, D. Bimberg, Heterodimensional charge-carrier confinement in stacked submonolayer InAs in GaAs, Physical Review B 93, 085302 (2016).
17. ↑  A. Lenz, R. Timm, H. Eisele, Ch. Hennig, S. K. Becker, R. L. Sellin, U. W. Pohl, D. Bimberg, M. Dähne, Reversed truncated cone composition distribution of In0.8Ga0.2As quantum dots overgrown by an In0.1Ga0.9As layer in a GaAs matrix, Applied Physics Letters 81, 5150-5152 (2002).
18. ↑  D. Bimberg, U. W. Pohl, Quantum dots: promises and accomplishments, Materials Today 14, 388 (2011).
19. ↑  R. Sellin, I. Kaiander, D. Ouyang, T. Kettler, U. W. Pohl, D. Bimberg, N. D. Zakharov, P. Werner, Alternative-precursor MOCVD of self-organized InGaAs/GaAs quantum dots and quantum dot lasers, Applied Physics Letters 82, 841-843 (2003).
20. ↑  B. Herzog, B Lingnau, M. Kolarczik, S. Helmrich, A.W. Achtstein, K. Thommes, F. Alhussein, D. Quandt, A. Strittmatter, U.W. Pohl, O. Brox, M. Weyers, U. Woggon, K. Lüdge, N. Owschimikow, Broadband semiconductor light sources operating at 1060 nm based on InAs:Sb/GaAs submonolayer quantum dots, IEEE J. Selected Topics Quantum Electronics 25, 1900310 (2019).
21. ↑  T. Germann, A. Strittmatter, J. Pohl, U. W. Pohl, D. Bimberg, J. Rautiainen, M. Guina, O.G. Okhotnikov, High-power semiconductor disk-laser based on InAs/GaAs submonolayer quantum dots, Applied Physics Letters 92, 101123 (2008).
22. ↑  W. Unrau, D. Quandt, J.-H. Schulze, T. Heindel, T.D. Germann, O. Hitzemann, A. Strittmatter, S. Reitzenstein, U.W. Pohl, D. Bimberg, Electrically driven single photon source based on a site-controlled quantum dot with self-aligned current injection, Applied Physics Letters 101, 211119 (2012).
23. ↑  F. Kießling, T. Niermann, M. Lehmann, J.-H. Schulze, A. Strittmatter, A. Schliwa, U. W. Pohl, Strain field of a buried oxide aperture, Physical Review B 91, 075306 (2015).

## Patente
- Ms. Straßburg, O. Schulz, U. W. Pohl, D. Bimberg, Kontaktstruktur für ein elektrisch betriebenes II-VI-Halbleiterbauelement und Verfahren zu deren Herstellung, Deutsches Patent Nr. 19955280 (2000).
- Ms. Straßburg, O. Schulz, U. W. Pohl, D. Bimberg,  Contact structure for an electric II/VI semiconductor component and a method for the production of the same,  US. Pat. 6,673,641 B1 (2004);  Contact structure for an electrically operated II/VI semiconductor element and a process for the production thereof, US. Pat. 6,893,950 B1 (2005).
- A. Strittmatter, A. Schliwa, T. D. Germann, U. W. Pohl, V. Gaysler, J.-H. Schulze, Layer Assembly, US. Pat. 8,349,712 B2 (2013).